# ТЕЦ Thaioil Power
ТЕЦ Thaioil Power — теплова електростанція у тайській провінції Чонбурі.
Ще з першої половини 1960-х років в районі Срірача працює нафтопереробний завод компанії Thaioil (дочірня структура тайського державного нафтогазового концерну PTT). У середині 1990-х тут провели масштабне розширення, під час якого в 1997-му компанія Thaioil Power запустила парогазовий блок комбінованого циклу потужністю 118 (за іншими даними — 130 або 139) МВт, в якому три газові турбіни живлять через відповідну кількість котлів-утилізаторів одну парову турбіну.
Станція отримала 25-річний контракт на викуп 41 МВт потужності державною електроенергетичною компанією Electric Generating Authority of Thailand (EGAT), тоді як інша електроенергія та вироблена технологічна пара в обсягах 216 тони на годину використовувались для власних потреб.
З 2021-го розпочали проект докорінної модернізації ТЕЦ, що передбачає заміну старих газових турбін на дві типу Siemens SGT-800-C (парова турбіна залишиться та сама). Після цього оновлений парогазовий блок матиме потужність у 130 МВт електроенергії та 80 тонн пари на годину.
Як паливо станція споживає природний газ (через провінцію Чонбурі проходить газотранспортний коридор Районг — Бангпаконг).
Також можливо відзначити, що в 2016 році власник НПЗ запустив на сусідньому майданчику ТЕЦ TOP SPP. А в першій половині 2020-х в межах масштабного розширення заводу планується запуск чергової станції з електричною потужністю 275 МВт, яка використовуватиме важкі залишки нафтопереробки (цей проект реалізує компанія GPSC — електроенергетичний підрозділ PTT).